# Tschechische Badmintonmeisterschaft 2023
Die Tschechische Badmintonmeisterschaft 2023 fand vom 3. bis zum 5. Februar 2023 in České Budějovice statt.

## Medaillengewinner
| Disziplin    | Gold                            | Silber                           | Bronze                              |
| ------------ | ------------------------------- | -------------------------------- | ----------------------------------- |
| Herreneinzel | Jiří Král                       | Jan Janoštík                     | Lukáš Holub                         |
| Herreneinzel | Jiří Král                       | Jan Janoštík                     | Dominik Kopřiva                     |
| Dameneinzel  | Tereza Švábíková                | Tallulah Van Coppenolle          | Kateřina Mikelová                   |
| Dameneinzel  | Tereza Švábíková                | Tallulah Van Coppenolle          | Lucie Krulová                       |
| Herrendoppel | Ondřej Král Adam Mendrek        | Jaromír Janáček Tomáš Švejda     | Pavel Drančák Vojtěch Šelong        |
| Herrendoppel | Ondřej Král Adam Mendrek        | Jaromír Janáček Tomáš Švejda     | Václav Palán Adam Šulc              |
| Damendoppel  | Lucie Krulová Petra Maixnerová  | Lucie Krpatová Kateřina Zuzáková | Klára Šilhavá Radka Šilhavá         |
| Damendoppel  | Lucie Krulová Petra Maixnerová  | Lucie Krpatová Kateřina Zuzáková | Dominika Kurzová Michaela Zelinková |
| Mixed        | Vojtěch Šelong Tereza Švábíková | Vít Kulíšek Kateřina Zuzáková    | Matěj Ehm Pavlína Krpatová          |
| Mixed        | Vojtěch Šelong Tereza Švábíková | Vít Kulíšek Kateřina Zuzáková    | Pavel Synovec Ivana Treperová       |